# Myrsine smithii
Myrsine smithii är en viveväxtart som beskrevs av Jackes. Myrsine smithii ingår i släktet Myrsine och familjen viveväxter. Inga underarter finns listade i Catalogue of Life.